# IFK Motala
IFK Motala är en idrottsförening från Motala i Sverige. Klubben har bland annat en fotbollssektion, se IFK Motala (fotboll) och en bandysektion, se IFK Motala BK.

## Historik
IFK Motala har sitt ursprung i Holms IF som bildades den 27 februari 1932. 1937 gjordes en sammanslagning med Motala FF och då antogs namnet IFK Motala. Föreningen blev den 118:e Kamratföreningen i Sverige och är ansluten till Kamraternas Centralorganisation. Fotbollen har funnits på programmet sedan starten medan bandyn tillkom 1965. Säsongerna 1979/1980-2008/2009, 2012/2013, och 2017/2018 spelade bandyns A-herrlag i Sveriges högsta division, och blev svenska mästare säsongen 1986/1987. Föreningen har även spelat seriespel i handboll med början 1947. Den sektionen upphörde 1971. 